# Battaglia di Utica (49 a.C.)
La battaglia di Utica del 49 a.C. fu combattuta tra il generale di Gaio Giulio Cesare, Gaio Scribonio Curione e le truppe di re Giuba I di Numidia mandate in aiuto di Quinto Azio Varo. Curione sconfisse le forze nemiche, evitando che questi rinforzi raggiungessero Varo.

## Preludio
Di notte due centurioni disertarono con 22 uomini dall'accampamento di Curione ed andarono in quello di Varo annunciandogli che le truppe nemiche erano infelici del proprio comandante e che avrebbe potuto vincerli anche prima di una sanguinosa battaglia. Varo quindi il mattino seguente fece uscire i propri uomini dall'accampamento, schierandoli, e Curione fece lo stesso. I due eserciti erano separati l'uno dall'altro da una vallata, distanti circa 70 metri, ed erano schierati fra la città e la palude, con Curione che aveva la palude a destra e Varo a sinistra. Il fratello di Varo, Sesto Quintilio Varo, senatore, emerso fra le truppe di Varo esortò quelle di Curione a non combattere per il loro comandante ma a passare dalla sua parte. Le truppe ascoltarono in silenzio e Varo tornò nell'accampamento e Curione fece lo stesso. Quel giorno, mentre gli uomini di Curione meditavano di abbandonarlo, egli chiamò a raccolta i suoi ufficiali per chiedere consiglio. Alcuni gli dissero di attaccare subito perché il malcontento non degenerasse; altri gli suggerirono di aspettare che Varo attaccasse, lasciando che i soldati si calmassero. Curione rifiutò entrambe le proposte, decidendo invece di parlare lui stesso ai soldati. Schierando i propri soldati, ricordò quindi loro le promesse che avevano fatto a Cesare, ed il fatto che loro lo avevano acclamato come imperatore. Dopo ciò, i mormorii tacquero e i soldati si calmarono.

## Battaglia
Il giorno successivo fu Curione colui che per primo schierò gli uomini a battaglia, quindi Varo lo imitò facendo come avevano fatto il giorno precedente. Sebbene la vallata fosse solo 7 piedi, il terreno era abbastanza ripido, quindi entrambi gli schieramenti attendevano che iniziasse il nemico l'attacco. Alla fine Varo ordinò alla cavalleria numida di attraversare la vallata, supportata dalla fanteria leggera ausiliaria. Mentre avanzavano, Curione mandò avanti la propria cavalleria aiutata da due coorti e poi avanzò lui stesso insieme al proprio esercito. La cavalleria numida, essendo già stata sconfitta due giorni prima, quando erano stati colti alla sprovvista dalla cavalleria nemica ed erano stati massacrati riuscendo però a sfuggire verso la città prima che Curione potesse giungere con delle legioni. Gli ausiliari che supportavano la cavalleria numida furono circondati e massacrati sul posto. Quindi il legato di Curione, Gaio Caninio Rebilio, si rivolse a Curione e lo invitò a cogliere l'occasione per la vittoria decisiva. Ricordando ai suoi uomini il giuramento che avevano preso il giorno prima, Curione guidò la carica. Attraversando lo spiazzo ed arrampicandosi sull'argine nemico, Curione scoprì che i nemici avevano rotto lo schieramento e stavano fuggendo. Mentre li incalzava, nella furia della fuga molti fra gli uomini di Varo furono calpestati a morte dai propri stessi compagni, mentre gli altri venivano uccisi dagli uomini di Curione. Molti non smisero di correre finché non ripararono nella città di Utica. Varo era talmente demoralizzato da ritirare quasi tutto l'esercito in città, lasciando indietro un trombettiere ed un po' di tende per mantenere le apparenze. Infine i morti di Varo furono 600, con altri 100 feriti, mentre Curione contava 100 feriti.